# Aorsi
Gli aorsi sono un'antica popolazione nomade delle steppe centro-asiatiche.
Vengono in genere ritenuti una popolazione scita affine agli alani e quindi di tipo iranico.
Va rilevato che non distante dall'ubicazione degli aorsi era situato nella Cina occidentale il popolo dei seri, cioè i cosiddetti tocari che chiamavano sé stessi arsi. Se un tal legame sussiste, gli aorsi difficilmente potrebbero appartenere al ceppo iranico degli indoeuropei in quanto locutori di un linguaggio di tipo centum.